# Ricarda-Huch-Schule Hannover
Die Ricarda-Huch-Schule in Hannover ist ein Gymnasium am Bonifatiusplatz mit einer Außenstelle in der Edenstraße 23, der ehemaligen Edenschule, im Stadtteil List.

## Beschreibung
Die Jahrgänge 5 bis 13 werden bis zum Abitur schwerpunktmäßig in den Bereichen Sprachen, Mathematik und Naturwissenschaften, Gesellschaftswissenschaften sowie Kunst und Musik unterrichtet. Eine Besonderheit bildet der Freizeitbereich zur Nutzung am frühen Nachmittag.
Schwerpunkte der Arbeit liegen in der Schulung des eigenverantwortlichen Arbeitens sowie in einer umfangreichen Kompetenzbildung im Rahmen von Kompetenztagen, deren Output wiederum konsequent in den Fachunterricht integriert wird.
Seit 1994 ist die Schule für ihre intensive Qualitätsentwicklungsarbeit bekannt; die Qualität der Arbeit wurde 2000 durch die Aufnahme in das Bertelsmann-Netzwerk innovativer Schulen (NIS) gewürdigt. Seit 2002 ist die Ricarda-Huch-Schule eines von sieben Mitgliedern im Qualitätsnetzwerk Niedersachsen.

## Geschichte
Die Schule ging aus einer privaten Mädchenschule hervor, die 1928 in eine städtische Schule umgewandelt wurde. 1934 wurde sie nach Elisabeth Granier in „Elisabeth-Granier-Schule“ umbenannt. 
1955 wurde die Schule wiederum in zwei Schulen geteilt: Die Käthe-Kollwitz-Schule in der Podbielskistraße sowie die nach der Teilung am Standort verbliebene, nach Ricarda Huch benannte „Ricarda-Huch-Schule“.
1978 wurden die Jahrgänge 5 und 6 abgetrennt, um die seinerzeit schulformunabhängige Orientierungsstufe in Niedersachsen zu durchlaufen, die bis 2003 bestand.
Seit 1980 werden Mädchen und Jungen koedukativ unterrichtet.
Stationen der Schulgeschichte:
- Boysensche höhere Mädchenschule (1882), Gründung durch Julie Boysen (1849–1931)
- Private höhere Mädchenschule von E. Garnier (1906)
- Ostlyzeum der Stadt Hannover (1928)
- Oberostlyzeum der Stadt Hannover
- Elisabeth-Granier-Schule (1934)
- Ricarda-Huch-Schule (1955)

Die Ricarda-Huch-Schule feierte im Jahr 2007 ihr 125-jähriges Jubiläum.
Architektur:
- 1907: Schule und Präparandenanstalt durch Carl Wolff zusammen mit Paul Rowald
- 1966: Erweiterungsbau durch Edgar Schlubach
- Sanierung und Schulanbau

## Persönlichkeiten

### Lehrer
- Hedwig Marquardt (1884–1969), deutsche Malerin (Lehrerstelle für Kunsterziehung 1927–1949 am Ostlyzeum)
- Ernst Wolfhagen (1907–1992), deutscher Maler, Grafiker und Kunsterzieher
- Michael Höntsch (* 1954), Abgeordneter im Landtag von Niedersachsen (2013–2017)

### Schüler
- Ulrike Gerold (* 1956), Abitur 1975, Dramaturgin und Schriftstellerin
- Sandra Kellein (* 1958), Abitur 1977, Schriftstellerin
- Maaret Westphely (* 1974), Abitur 1994, deutsche Politikerin, Mitglied im Niedersächsischen Landtag (2013–)
- Deniz Utlu (* 1983), Schriftsteller[4]
- Sasha Maria Salzmann (* 1985), Dramatikerin
- Hilkje Charlotte Hänel (* 1987), Philosophin und Schriftstellerin[5]